# Tarack (löveg)
A tarack az ágyúhoz hasonló, de annál rövidebb csövű löveg. Ebből adódóan röppályája íveltebb, aminek következtében alkalmas az ágyú által el nem érhető, takarásban levő területek elérésére.

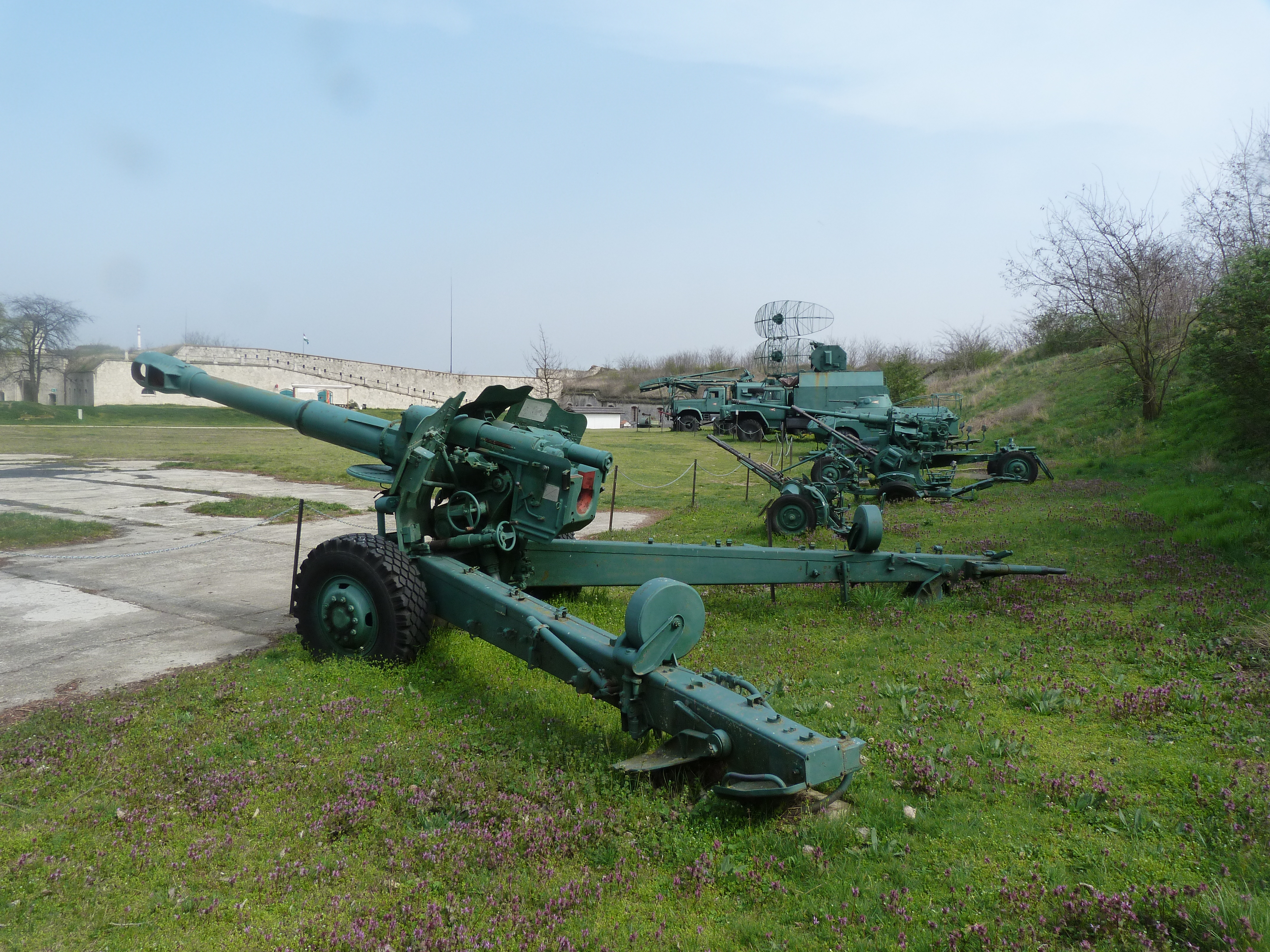
152 mm-es tarack a Magyar Néphadseregben

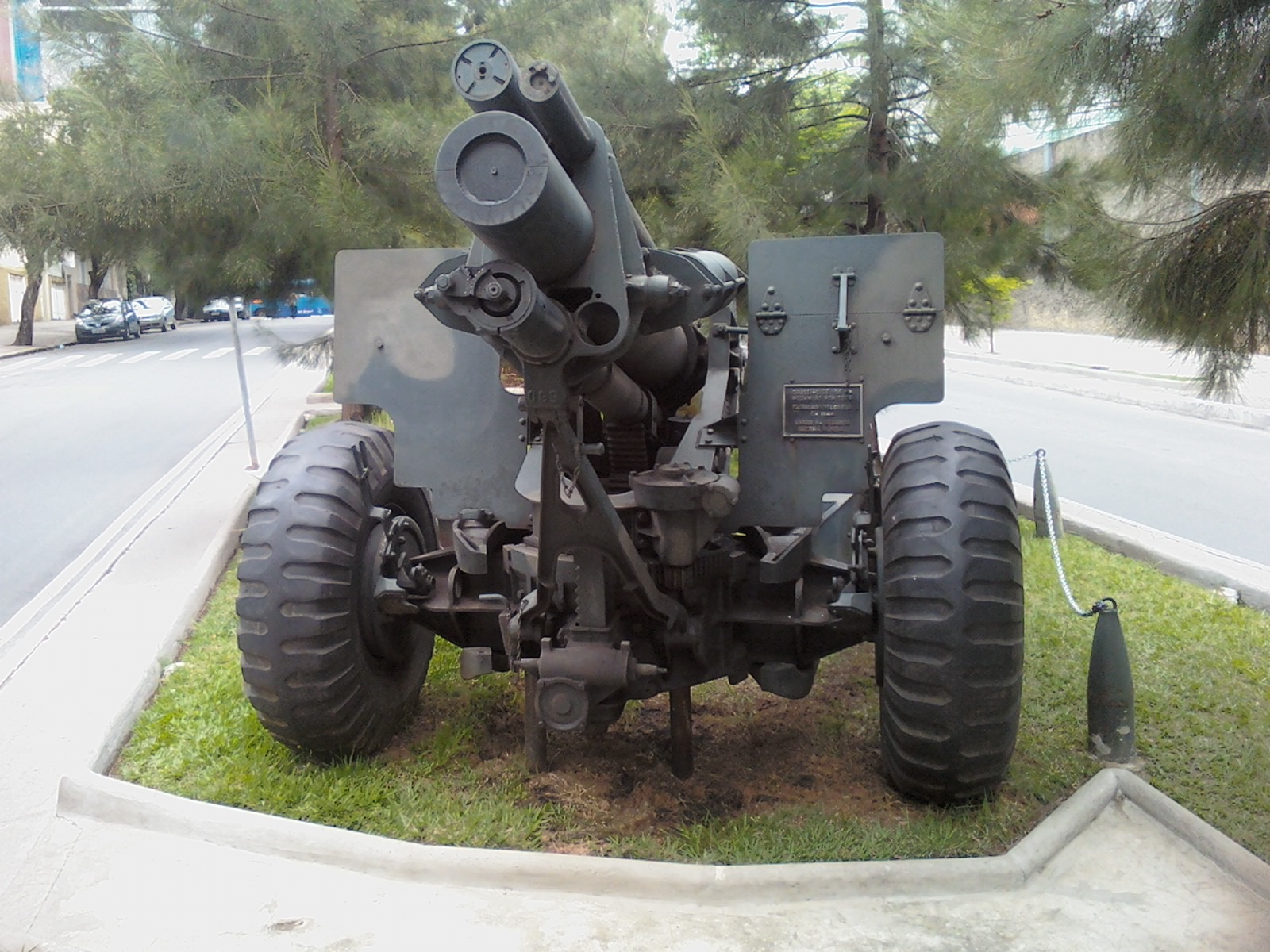
Belo Horizonte, Minas Gerais

## A Pallas nagy lexikonában
Tarack (ném. hauffnitt, haufnitz, később haubitze). Eredetileg fából készült parittya, mely a köveknek egész halmazát (németül: hauf, csehül: húfne) hajította. Legelőször a 15. századbeli huszitáknál fordult elő Jiskra alatt. A Zeitschrift für Kunst, Wissenschaft und Gesch. des Krieges (IV. 181, Berlin 1844) szerint a Haufnitt kamra nélkül, hengerded fúrású volt. Az Esterházyak fraknói várában voltak ilyen tarackok, amelyek hossza 61/2 bécsi láb volt, és 6 font kő felvételére voltak fúrva (Wolf Unverzagt 1554. felirattal). A 15. században a tarackok mindig hosszabbak lettek. Már Boroszló város szertárában hosszú, középnagyságú és kis tarackokat említenek.
A 16. században mind jobban a «haubitze» név terjedt, mely név a «haufnitz»-ból származott; az ágyú és mozsár közt álló löveget jelezte. Csöve viszonylag rövid volt (6–8 űrmérethosszú, L/6–L/8), s kerékkel ellátott lövegtalpon feküdt. Eleinte csak kőgolyók lövésére rendelve, a 16. század második felében gránátlövedéket kaptak, és ezzel jelentőségük is emelkedett. Kaliberüket a gránát rendszeresítésével is a régi kőgolyók súlya szerint nevezték el. Eleinte csak kicsinyek, 16, 18 vagy 20 fontosak, később, a 17. században 25 és 30 fontosak voltak; a tábori használatra pedig 11-10 és 7 fontosakat rendszeresítettek. Ezen században nagy gondot fordítottak a tarackok műszerkezetére, mert a csak tömör golyókat lövő sima ágyúk mellett nagy hasznukat vehették.
Megkülönböztettek rövid és hosszú tarackokat; az előbbiek rendesen hatszoros űrmérethosszal bírtak, és inkább a hajításra, az utóbbiak L/8–L/9 űrmérethosszal pedig inkább a lövésre voltak rendelve. A rövid tarackokat leginkább a porosz tüzérségnél mint tábori löveget használták, míg a többi tüzérségeknél 1850 körül hosszú tarackokat rendszeresítettek.
Magyarországon a 19. század végén mint tábori hajítólöveg a 9 cm-es ostrommozsár volt rendszeresítve. A hajítás hatásának fokozása végett egy 12 cm-es tábori tarackot (feld-haubitze) terveztek, amely a 9 cm-es tábori lövegnél rövidebb, de azzal egyenlő súlyú.